# Eugryllina acanthoptera
Eugryllina acanthoptera är en insektsart som beskrevs av Morgan Hebard 1928. Eugryllina acanthoptera ingår i släktet Eugryllina och familjen syrsor. Inga underarter finns listade i Catalogue of Life.